# Mercedes Álvarez
Pour les articles homonymes, voir Álvarez.
Mercedes Álvarez, née en 1966 à Aldealseñor (province de Soria), est une cinéaste espagnole.

## Biographie
Mercedes Álvarez se consacre essentiellement au film documentaire. 
Après la réalisation d'un premier court métrage en 1997, elle travaille comme monteuse sur le film En construcción de José Luis Guerín.
Elle réalise ensuite son premier long métrage : El cielo gira (2004), consacré à la mort de son village natal. Remarqué, ce film a remporté plusieurs prix, de même que Mercado de futuros, qui trace un portrait en pointillés de l'Espagne en crise.

## Filmographie

### Comme réalisatrice
- 1997 : El viento africano.
- 2004 : El cielo gira (Le ciel tourne)
- 2011 : Mercado de futuros
- 2012 : Cinco elementos para cualquier universo.

### Comme monteuse
- 2001 : En construcción de José Luis Guerín